# O medvědu Ondřejovi
O medvědu Ondřejovi, nebo také Medvěd a strašidla, Princezna, medvěd a strašidla (německy Das Märchen vom Bären Ondrej) je československá filmová pohádka z roku 1959 českého režiséra Jaroslava Macha, která byla natočena na motivy české lidové pohádky.

## Obsazení
| Jiří Papež                  | myslivec Ondřej       |
| Aglaia Morávková            | princezna Blanka      |
| Jaroslav Marvan             | král                  |
| Miloš Nedbal                | komoří                |
| Jiřina Bohdalová            | komorná Anežka        |
| Vladimír Huber              | Ondřejův tatínek      |
| Heda Marková                | služebná Háta         |
| Soběslav Sejk               | princ Hynek           |
| Eman Fiala                  | vrátný                |
| Jaroslav Vojta              | dřevorubec            |
| Josef Beyvl                 | dřevorubec            |
| Vladimír Zoubek             | princ Vítek           |
| Jiří Ouhleda                | princ Zbyněk          |
| Miloš Nesvadba              | hrabě Tadeáš          |
| František Miroslav Doubrava | pekařský tovaryš      |
| Déda Papež                  | komediant             |
| Lubomír Bryg                | tlustý nápadník       |
| Vítězslav Černý             | strážný s halapartnou |
| Miroslav Kalný              | princ nápadník        |
| Antonín Soukup              | kuchař                |
| Josef Šilhán                | stráž u prince        |
| Jan Pohan                   | herold                |
| Petr Kocanda                | páže                  |
| Pavel Kocanda               | páže                  |
| Miloslav Novák              | cizokrajný šlechtic   |
| Věra Petáková               | komorná               |
| Marta Richterová            | dvorní dáma           |